# Герань пепельная
Гера́нь пепельная (лат. Geranium cinereum) — вид многолетних, травянистых растений рода Герань (Geranium) семейства Гераниевые (Geraniaceae).

## Распространение и экология
Альпийский и субальпийский пояс Апеннин и Балкан.
Произрастает на скалистых участках.

## Ботаническое описание
Высота растений 10—15 см.
Корневая система стержневая.
Листья округлые 5—7 лопастные, шириной до 6 см.
Цветки лилово-розовые.

## В культуре
В культуре с 1830 года.
Цветение обильное в июле-августе, плодоношение в августе-сентябре.
Герань пепельная — засухоустойчивый и светолюбивый вид. Посадку рекомендуется производить в местах хорошо освещаемых солнцем. Почва богатая известью с pH до 8.
Используется для посадки в рокариях и на передний край миксбордера.
Все сорта Cinereum group, не выносят замокания, очень плохо переносят хранение с открытой корневой системой.

## Сорта
- 'Album'. Цветки белые, высота растений около 20 см[2].
- 'Ballerina'. Цветки светло-розовые с крупными фиолетовыми жилками, диаметром около 3 см, высота растений около 15 см[4].
- 'Jolly Jewel Lilac' Marco van Noort, 2016. Сортосерия «Jolly Jewel». Цветки лиловые с белыми полосками и тёмно-фиолетовыми прожилками. Цветение длительное, в июне-августе, наиболее обильное в начале лета, затем периодическое. Высота 12—15 см, ширина 25 см. Место солнечное или полутенистое. Почва влажная, дренированная. Зоны морозостойкости: 4—9[5].
- 'Splendens'. Цветки ярко-розовые, высота растений около 20 см. Цветёт раньше других сортов[2].
- 'Subcaulescens'. Цветки карминно-красные с черным глазком, кустики низкие, цветение обильное, цветки как бы стелются по поверхности листьев[2].